# Rutube
Rutube是一个俄罗斯视频網站，並提供iOS版、Android版的手機應用程序和智能電視版程序。Rutube提供免费視頻，并通过广告获取利润。Rutube被視為俄羅斯的YouTube，該網站名稱中的Ru意思是Russia。

## 中國大陸的封鎖
根據GreatFire测试，其网站在中国大陆被当局的网墙封鎖，即当地网民无法正常访问该网站。HTTP链接自2011年起持续遭受屏蔽至今，HTTPS链接自2017年起遭受屏蔽至今。